# Casc Mk 7

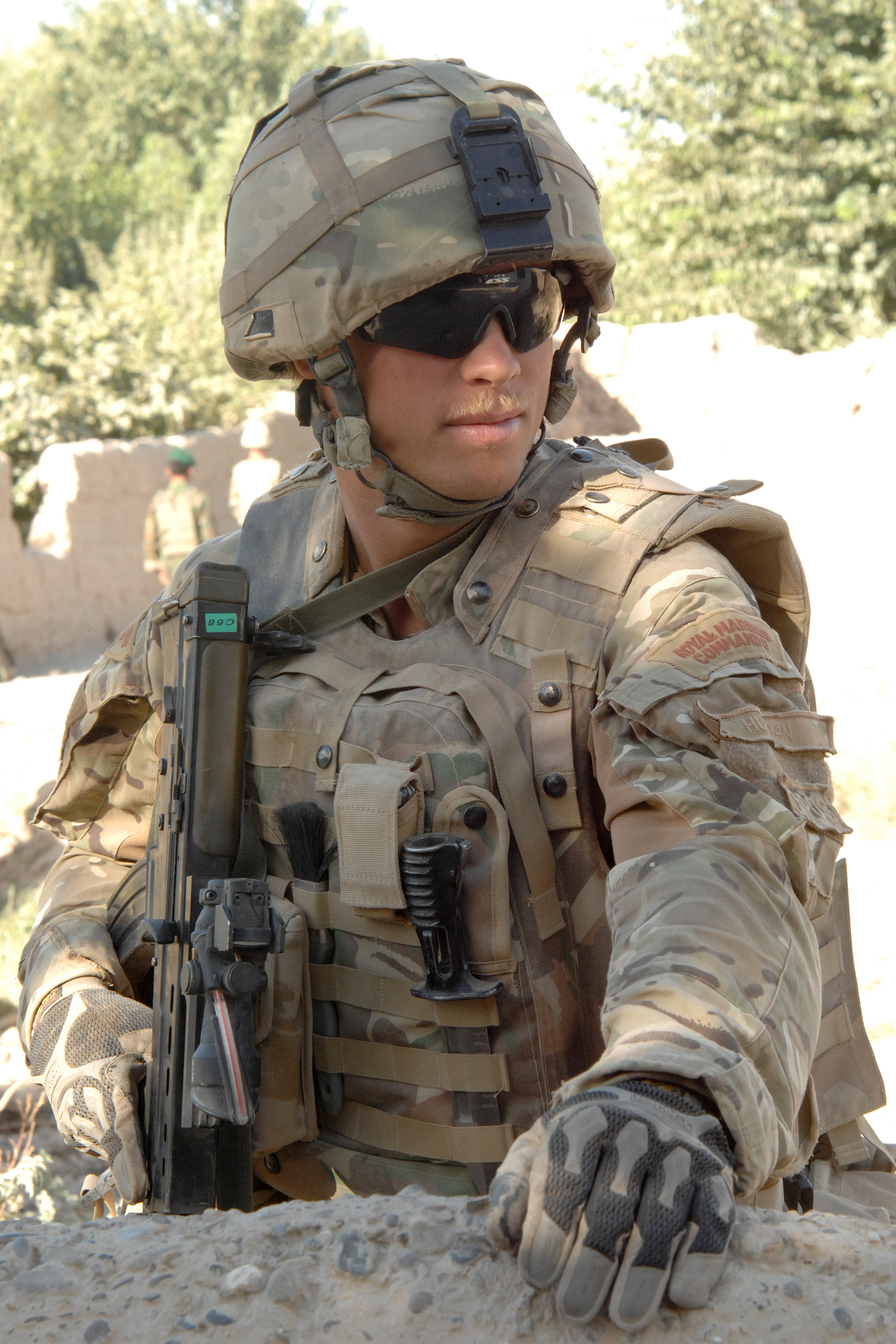
Un Marine Reial del 'Commando 40', utilitzant un casc Mk.7 junt amb un sistema de blindatge corporal de tipus Osprey Mk.3, en Sangin, Afghanistan.

El casc Mk.VII o Mk.7 es el model actual de casc de combat de les forces armades britàniques, els quals són aprovisionats per la companyia de NP Aerospace. El casc es coneix oficialment con el casc de combat GS (General Service) Mark 7. Aquest casc, va reemplaçar la sèrie de cascos de combat Mk.6, amb la seva edició més moderna sent el Mk.6A, el qual es va introduir en 2005, i el model original va entrar en servei en 1982 (el Mk.6).
El casc Mk.7 va entrar en servei, sent introduït de manera oficial en 2009
El casc Mk 7 es el casc de combat de dotació oficial de les Forces Armades britàniques; aquests sistemes de defensa individual estan subministrats per la companyia de NP Aerospace. Conegut oficial-ment com el GS Mark 7 combat helmet (casc de combat de servei general model 7). Aquest nou model de casc està rellevant del servei a models més antics, com poden ser els Mk.6, introduïts en 1986 (tant en el seu model original Mk 6, com en la modificació Mk 6A, introduït en 2005).
El casc Mk 7 va ser introduït de manera oficla en Juny de 2009, com un UOR (Requeriment Operacional d'Urgència). El nou casc disposa de la mateixa protecció balística que el model Mk 6, però amb la gran diferència de que aquest model de casc, permet als soldats disparar a la vegada que es troben estirats al terra, sense que els extrems del casc destorbessin el seu camp de visió al xocar amb els ulls i el seu equipament de protecció corporal.
El casc Mk 7és més lleuger que els seus predecessors, pesant només 1 kg, en comparació al 1,5 kg del Mk 6. Disposa també de millors sistemes de retenció i seguretat del casc. El model 7, es produït en un nou color, en tan, al contrari que el negre del Mk 6A o el verd oliva del Mk 6. El Mk 7 ha entrat en combat per primera vegada en la Guerra de l'Afganistan.
La protecció balística es mesurada en V50 i en el Mk 7, ronda els 650 m/s. (V50 es la velocitat esperada de penetració. A aquesta velocitat, s'espera que la meitat (50%) dels projectils puguin penetrar el casc.)
El casc Mk 7està començant a ser reemplaçat pel nou model de casc Revision Military Batlskin Cobra Plus, com a part del programa Virtus.
En Ucraïna, en 2014, com a conseqüència de la falta d'equipament de protecció de les seves forces armades que participaven en la Guerra al Donbàs, centenars de cascos Mk 7 van ser comprats al Regne Unit, i utilitzats per les forces Ucraïneses; juntament amb els models anteriors, els Mk 6 i Mk 6A. El Mk 7 va convertir-se en un casc extremadament popular dintre de les forces militars Ucraïneses, el que va generar una gran demanda en aquest model de casc.